# Beverly Hills-i zsaru 3.
A Beverly Hills-i zsaru 3. (eredeti cím: Beverly Hills Cop III) John Landis 1994-ben bemutatott akció-vígjátéka, a Beverly Hills-i zsaru tetralógia harmadik része, a Beverly Hills-i zsaru-t és a Beverly Hills-i zsaru 2.-t követve. A forgatókönyvet Daniel Petrie Jr. és Danilo Bach története alapján Steven E. de Souza írta. A film Beverly Hillsben játszódik. A főszerepben Eddie Murphy, aki Axel Foley nyomozót alakítja, hűséges társát, Billyt Judge Reinhold, akik egy pénzhamisító bandát próbálnak felszámolni. A film a Paramount Pictures megbízásából készült, a magyar szinkront a Dunafilm készíttette 1994-ben.

## Cselekménye
|  | Alább a cselekmény részletei következnek! |

Axel Foley nyomozó főnökét lelövik egy tettenérést követő lövöldözésben. Axel megfogadja, hogy elkapja a gyilkost, akinek látta az arcát.  Axel felkeresi Billy Rosewood nyomozót, az egyik barátját Los Angelesben. Axelt a nyomok a Wonder World nevű vidámparkba vezetik. Axel a személyzetnek fenntartott föld alatti alagútrendszerben bóklászik, ahol észreveszik és a biztonságiak lőni kezdenek rá. Nem sokkal később egy elromlott óriáskeréken Axel két gyerek életét menti meg, amikor felmászik a fülkéjükhöz, ami nem sokkal később lezuhan.
Axel ezután Dave Thornton bácsival, a vidámpark tulajdonosával beszél, aki elmondja neki, hogy egy közeli munkatársa és egyben barátja eltűnt és csak egy levelet találtak utána.
Axel egy kiállításon találkozik a korábban művészeti galériában dolgozó Serge-dzsel, aki ezúttal egy különleges fegyvert mutat neki, amit ő és a cége forgalmaz.
Mivel Ellis DeWald a rendőrségtől kitüntetést fog kapni, Axel elmegy az átadási ünnepségre, ahol ő is és DeWald is őszintén beszél a másikhoz, de Axel botrányt okoz, ezért elvezetik.
Axel egy elefántfigura jelmezében tűnik fel a parkban. Egy csinos biztonsági felügyelőnőtől egy térképet kap, ami a park alatt húzódó alagútrendszert ábrázolja, a nem használt részek feltüntetésével. Axel arrafelé veszi az irányt, miután leteszi álcáját. Axel látja, hogy a park biztonsági főnöke és kollégái hamis pénzt nyomtatnak.
Axel találkozót kér Thorntontól, de a találkozó után DeWald jelenik meg az ebereivel, és hasba lövi Thorntont Axel fegyverével (amit korábban elhagyott a parkban). Axel gyorsan kórházba viszi a kisöreget, de a tévében azt mondják, hogy egy fekete, 30 év körüli férfi lőtte le „Dave bácsit”, és a leírás ráillik Axelra, ezért mindenhonnan menekülnie kell.
Axel találkozót kér DeWaldtól arra hivatkozva, hogy nála van az a cédula, amit az eltűnt tervező hagyott hátra. Mindketten tudják, hogy a papír pénz nyomtatására alkalmas. Időközben DeWald elfogta a csinos biztonsági felügyelőnőt és cserébe a cédulát kéri Axeltől.
Axel a Serge-től kapott egyik villantó eszközzel zavart kelt, majd lövöldözés tör ki. Az időközben megérkezett Billy és Janet a központi számítógépet védő üvegfal fogságába esik (ahonnan később saját erőből kiszabadulnak az üvegfal betörésével).
Axel és az Ellis főnöksége alatt dolgozó biztonságiak tűzharcba bocsátkoznak, amiben Axel majdnem mindenkit lelő, de ő is kap néhány golyót. Billy és egy kollégája szintén megjelennek a helyszínen és részt vesznek a lövöldözésben.
Végül mindhármójukat kitünteti a vidámpark.
|  | Itt a vége a cselekmény részletezésének! |

## Szereplők
| Szereplő               | Színész          | Magyar hang        | Magyar hang     |
| Szereplő               | Színész          | 1. szinkron (1994) | 2. szinkron     |
| ---------------------- | ---------------- | ------------------ | --------------- |
| Axel Foley nyomozó     | Eddie Murphy     | Dörner György      | Dörner György   |
| Billy Rosewood nyomozó | Judge Reinhold   | Rékasi Károly      | Kaszás Attila   |
| Jon Flint              | Héctor Elizondo  | Konter László      | Balázs Péter    |
| Ellis DeWald           | Timothy Carhart  | Győri Péter        | Kautzky Armand  |
| Janice                 | Theresa Randle   | Détár Enikő        | Juhász Judit    |
| Douglas Todd           | Gil Hill         |                    | Varga T. József |
| Steve Fulbright        | Stephen McHattie | Zana József        | Dunai Tamás     |
| Mrs. Todd              | Hattie Winston   |                    | Szabó Éva       |
| Dave Thornton          | Alan Young       | Horváth Sándor     | Láng József     |